# 安德烈·康斯坦丁諾維奇·伊萬諾夫
安德烈·康斯坦丁諾維奇·伊万诺夫（俄语：Андрей Константинович Иванов，1987年2月7日—），俄羅斯男子羽毛球運動員。

## 簡歷
2009年9月，安德烈·伊万诺夫出戰哈爾科夫國際賽，跟安德烈·阿什马林合作贏得男子雙打冠軍。

## 主要比賽成績
只列出曾進入準決賽的國際賽事成績：
| 年份   | 賽事                 | 公開賽級別 | 項目     | 拍檔                | 成績   |
| ------ | -------------------- | ---------- | -------- | ------------------- | ------ |
| 2009年 | 白夜羽毛球賽         | 國際挑戰賽 | 男子雙打 | 安德烈·阿什马林     | 準決賽 |
| 2009年 | 哈爾科夫羽毛球國際賽 | 國際系列賽 | 男子雙打 | 安德烈·阿什马林     | 冠軍   |
| 2010年 | 芬蘭羽毛球公開賽     | 國際挑戰賽 | 男子雙打 | 安德烈·阿什马林     | 亞軍   |
| 2016年 | 拉脫維亞羽毛球國際賽 | 未來系列賽 | 男子雙打 | 安东·纳扎仁科       | 冠軍   |
| 2016年 | 立陶宛羽毛球國際賽   | 未來系列賽 | 男子雙打 | 安东·纳扎仁科       | 亞軍   |
| 2016年 | 保加利亞羽毛球公開賽 | 國際系列賽 | 男子雙打 | 安东·纳扎仁科       | 準決賽 |
| 2016年 | 保加利亞羽毛球公開賽 | 國際系列賽 | 混合雙打 | 克谢尼娅·叶夫根诺娃 | 亞軍   |

| 2007-2017年 | 首要超級賽 | 超級賽 | 黃金大獎賽 | 大獎賽 | 國際挑戰賽 | 國際系列賽 | 未來系列賽 | 其他 |